# Comuna Petrivka, Krasnohvardiiske
Petrivka (în ucraineană Петрівка) este o comună în raionul Krasnohvardiiske, Republica Autonomă Crimeea, Ucraina, formată din satele Blîjnie, Izvestkove, Krasna Poleana, Kremnivka, Mîroliubivka, Novoestonia, Petrivka (reședința) și Pușkine.

## Demografie
Componența lingvistică a comunei Petrivka
     Rusă (75,2%)
     Ucraineană (12,62%)
     Tătară crimeeană (9,27%)
     Alte limbi (0,53%)
Conform recensământului din 2001, majoritatea populației comunei Petrivka era vorbitoare de rusă (75,2%), existând în minoritate și vorbitori de ucraineană (12,62%) și tătară crimeeană (9,27%).